# NGC 1595
NGC 1595 je galaksija u zviježđu Dlijetu.

## Vanjske poveznice
- SEDS: NGC 1595